# Super Power
Super Power è stato un periodico mensile francese indipendente, pubblicato da SUMO Éditions per la prima volta nel 1992. Era interamente focalizzato sulle console Nintendo: Game Boy, NES r Super Nintendo. Jean-Marc Demoly fu caporedattore, che si firmava come J’m Destroy.